# Emmanuel Pelaez
Emmanuel Neri Pelaez (Medina, 30 november 1915 - Muntinlupa, 27 juli 2003) was een Filipijns politicus en diplomaat. Pelaez was van 1961 tot 1965, tijdens de ambstermijn van president Diosdado Macapagal, vicepresident van de Filipijnen

## Biografie
Pelaez werd geboren in Medina in de provincie Misamis Oriental, als vierde kind uit een gezin van acht van Gregorio Pelaez sr. en Felipa Neri. Hij studeerde rechten aan de University of Manila. Nadat hij in 1938 zijn bachelor-diploma behaalde, slaagde hij in hetzelfde jaar, met het beste resultaat, voor het toelatingsexamen voor de Filipijnse advocatenbalie. Hij werkte van 1934 tot 135 als medewerker van de Filipijnse Senaat, maakte van 1935 tot 1937 verslagen van debatten en was van 1937 tot 1938 vertaler bij de rechtbank. Na het afronden van zijn studie werkte Pelaez als advocaat en doceerde daarnaast van 1946 tot 1963 rechten aan de University of Manila.
Bij de verkiezingen van 1949 werd hij gekozen als lid van het Filipijns Huis van Afgevaardigden namens de provincie Misamis Oriental. Na deze eerste periode als afgevaardigde werd hij bij de verkiezingen van 1953 gekozen als lid van de Filipijnse Senaat. In 1961 deed Pelaez namens de Liberal Party mee aan de verkiezingen voor vicepresident van de Filipijnen als "running mate" van Diosdado Macapagal. Hij won de verkiezingen en versloeg daarbij onder anderen Sergio Osmeña jr. en Gil Puyat. Van 1961 tot 1963 was Pelaez tevens minister van buitenlandse zaken. Na een conflict met president Macapagal nam hij in 1963 ontslag en verliet de Liberal Party met de bedoeling om onder de vlag van de Nacionalista Party een gooi te doen naar het presidentschap bij de verkiezingen van 1965. Op het partijcongres van 1964 werd echter senaatspresident Ferdinand Marcos door het kopen van stemmen en andere trucs gekozen als de presidentskandidaat van de partij.
Marcos versloeg daarop in 1965 ook zittend president Macapagal en zou de Filipijnen tot zijn afzetting tijdens de EDSA-revolutie van 1986 op dicatoriale wijze regeren. Bij dezelfde verkiezingen werd Pelaez opnieuw gekozen als afgevaardigde voor Misamis Oriental. Twee jaar later volgde een verkiezing in de Filipijnse senaat. Deze functie bekleedde hij totdat de Senaat kort na het uitroepen van de staat van beleg door president Ferdinand Marcos werd opgeheven. Hij ging daarop weer werken als advocaat. In 1978, bij de eerste verkiezingen voor het nieuwe parlement - het Batasang Pambansa - werd Pelaez gekozen als een van de afgevaardigden. Tevens diende hij nog als minister van staat. Na zijn politieke loopbaan was Pelaez de gehele regeerperiode van president Corazon Aquino van 1986 tot 1992 Filipijns ambassadeur in de Verenigde Staten. 
Pelaez overleed in 2004, op 87-jarige leeftijd, in het Asian Hospital and Medical Center in Muntinlupa, aan de gevolgen van een hartstilstand. Pelaez was getrouwd met Edith Fabella en kreeg met haar negen kinderen.